# 日時
日時（にちじ、生年不詳 - 応永13年6月4日（1406年6月19日））は、日蓮正宗総本山大石寺第6世法主。南条姓。

## 略歴
出家して良栄と号す。日行に随順し当家（大石寺）の諸書を学ぶ、後武州仙波に於て広く台家（天台宗）を聞く。
- 正平20年（1365年）2月15日、5世日行より法の付嘱を受け、6世日時として登座す。
- 正平24年（1369年）6月29日、日行より書を賜る。
- 元中5年（1388年）10月13日、大聖人御影造立（越前法橋快恵作）。御影堂安置。
- 元中8年（1391年）、『本因妙抄』を写す。
- 元中9年（1392年）4月13日、本尊を書写し陸前一迫伊予公に授与す。
- 応永4年（1397年）11月、五人所破抄を写す。三大秘法抄・治病抄・薬王品得意抄を写す。
- 応永5年（1398年）7月、磐城黒須野に妙法寺を創す。
- 応永9年（1402年）4月8日、本尊を書写し陸前宮野備後守に授与す。4月11日、日影に御書の肝要を相伝す。4月15日、本尊を書写し下野金井加賀公日現に授与す。4月、本尊を書写し大石寺檀那小泉講に授与す。同年10月13日、磐城深山田に蓮浄寺を創す。同日、本尊を書写し陸前一迫下慈阿日達・下野金井日栄に授与す。
- 応永10年（1403年）9月22日、御伝土代に奥書す。
- 応永11年（1404年）4月12日、本尊を書写し陸前一迫日栄に授与す。同月、本尊を書写し陸前柳目日継に授与す。5月、本尊を書写し日影に授与す。6月、本尊を書写し陸前柳目講衆に授与す。7月11日、本尊を書写し陸前一迫三河公日見に授与す。
- 応永12年（1405年）5月23日、保田（妙本寺）日伝に大聖人御影の返還を求む。
- 応永13年（1406年）6月4日、死去した。

| 先代 日行 | 大石寺住職一覧 | 次代 日阿 |